# Violeta Zamfirescu
Violeta Zamfirescu (nume la naștere: Lăzăroiu; n. 21 iulie 1920, Craiova – d. 4 octombrie 2006, București) a fost o poetă, prozatoare și redactoare română.

## Biografie
S-a născut la Craiova, în familia ofițerului Sterian Lăzăroiu și a Ioanei. A urmat școala primară și primele cinci clase de liceu între 1931 și 1936 la Craiova. A continuat liceul la „Regina Maria” între 1936 și 1939, apoi a urmat studii de drept (neterminate), la Universitatea din București, între 1942 și l944.

## Activitate
A fost redactor la „Gazeta literară” (1954-l956); la Radio, redactor la emisiunile literare (1956-l959); la revista „Luceafărul” (1960-l968); din nou la Radio (1968-l969); redactor-șef al redacției de poezie la Editura Eminescu (1969-l971), când se pensionează.
A debutat în anul 1951 cu poezie în revista „Viața Românească” și editorial în 1955, cu volumul Inima omului.

## Opera

### Versuri
- Rodul pământului, 1957;
- Ceasul de slavă, 1960;
- Frumusețe continuă, 1964;
- La gură de rai, 1965;
- Dragoste, 1968,
- Colind de primăvară, 1969;
- La poarta celor care dorm - poeme dramatice, 1970
- Poezii 1950 - 1972, 1972;
- Simfonie, 1975;
- În aerul vibrând, 1977;
- Lacrima pietrei, 1981;
- Incandescența miezului, 1981;
- Zbor de cântec peste nori, 1985.[4]

### Romane
- Îndrăgostiții triști, 1979;
- Surâsul iubirii, 1984.

A mai scris versuri pentru copii, publicistică pe teme morale și turistice (O lume pentru toți, 1977).